# Chilozela
Chilozela é um gênero de mariposa pertencente à família Crambidae.